# اوگوستوس کوتمان
اوگوستوس کوتمان (فرانسوی: Augustus Cootmans‎) ژیمناست هنری اهل بلژیک بود. از افتخارات وی میتوان به کسب مدال نقره تیمی تمام اسباب در بازی‌های المپیک تابستانی ۱۹۲۰ اشاره کرد.